# Brasilodontidae
I brasilodontidi (Brasilodontidae) sono una famiglia di terapsidi estinti, appartenenti ai cinodonti. Vissero tra il Triassico medio e il Triassico superiore (circa 240 - 210 milioni di anni fa) e i loro resti fossili sono stati ritrovati in Sudamerica e in India. Da alcuni paleontologi sono considerati molto vicini all'origine dei mammiferi.

## Descrizione
Questi animali erano di piccole dimensioni, e la maggior parte di essi non superava i 20 centimetri di lunghezza. L'aspetto doveva essere vagamente simile a quello di un piccolo roditore; i brasilodontidi, come tutti i cinodonti triassici, dovevano possedere un'andatura simile a quella dei rettili, con zampe larghe ai lati del corpo. Il cranio dei brasilodontidi era lungo e basso, dotato di ampie arcate zigomatiche. Si differenziavano dagli altri cinodonti del periodo soprattutto per quanto riguarda la dentatura: i postcanini possedevano una grande cuspide centrale e due cuspidi accessorie (anteriore e posteriore) disposte simmetricamente sul lato linguale dei denti. Il cranio, inoltre, era sprovvisto di barra postorbitale e vi era un promontorium ben definito. L'osso quadrato era molto simile a quello del mammifero arcaico Morganucodon. Il canale di Meckel era vicino al margine ventrale della mandibola. Le vertebre presacrali possedevano un canale neurale più ampio del centro vertebrale.

## Classificazione
La famiglia Brasilodontidae venne istituita nel 2005, per accogliere i generi Brasilodon e Brasilitherium, due cinodonti triassici sudamericani descritti un paio di anni prima. Alla famiglia sono poi stati ascritti altri generi sudamericani (Minicynodon, Protheriodon) e provenienti dall'India (Panchetocynodon).
I brasilodontidi sono stati considerati inizialmente molto vicini ai Chiniquodontidae, all'interno del gruppo Probainognathia, e prossimi all'origine dei Mammaliaformes (Bonaparte et al., 2005); successivamente, altri studiosi hanno ritenuto che i brasilodontidi non fossero un gruppo monofiletico e che il solo Brasilodon fosse vicino all'origine dei Mammaliaformes (Abdala, 2007). Altre ricerche, invece, hanno indicato che i brasilodontidi non siano veri Probainognathia, ma facciano parte di un clade (Brasilodontia) insieme ai Tritheledontidae, prossimo ai Mammaliaformes (Bonaparte, 2012).

## Paleobiologia
Probabilmente i brasilodontidi si cibavano di piccoli animali come insetti o minuscoli vertebrati, come sembrerebbe indicato dal tipo di cuspidi presenti sui denti.

## Galleria d'immagini

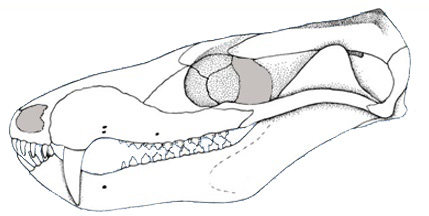
Cranio di Brasilodon
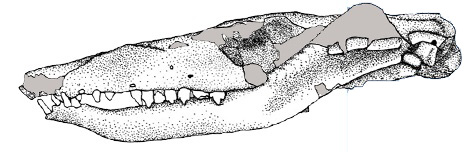
Cranio di Brasilitherium
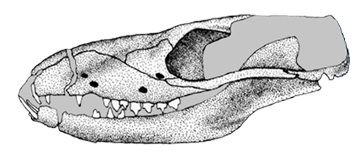
Cranio di Minicynodon
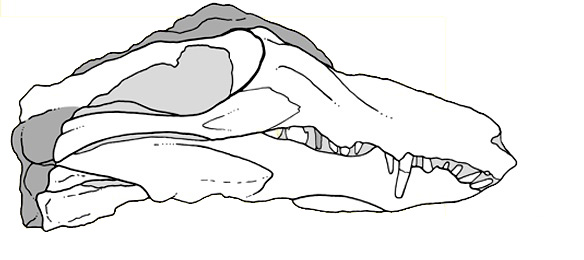
Cranio di Protheriodon